# Méra
Méra es un pueblo ubicado en el distrito de Encs, en el condado de Borsod-Abaúj-Zemplén, Hungría.

## Superficie
Posee una superficie de 15,12 kilómetros cuadrados.

## Demografía
Hasta 2019 la población era de 1635 habitantes, con una densidad de población de 108,1 habitantes por kilómetro cuadrado.